# Ill Bill
Ill Bill, właściwie William Braunstein (ur. 14 lipca 1972 w Nowojorskiej dzielnicy Brooklyn) – amerykański raper i producent żydowskiego pochodzenia, tworzący muzykę hardcore rap. Starszy brat Necro. Wraz z nim grał w death metalowym zespole Injustice. Związany z grupami Non Phixion, La Coka Nostra, Secret Society, The Circle of Tyrants.

## Dyskografia

### Albumy solowe
- What's Wrong with Bill? (2004)
- The Hour of Reprisal[2] (2008)
- The Grimy Awards[3] (2013)
- Septagram (2016)

### Mixtape'y i kompilacje
- Ill Bill Is the Future (2003)
- Street Villains Vol. 1 (2003)
- Street Villains Vol. 2 (2005)
- Ill Bill Is the Future Vol. II: I'm a Goon! (2006)
- Black Metal (2007)
- Hour of Reprisal (2008)
- Kill Devil Hills[4] (oraz DJ Muggs) (2010)
- Heavy Metal Kings[5] (oraz Vinnie Paz) (2011)

### Single
- Gangsta Rap/How To Kill To Cop (1999)
- The Anatomy of a School Shooting/Unstoppable (2004)
- God Is an Atheist/The Names Bill (2004)
- Cult Assassin (2010)